# Seubersdorf (Dietenhofen)

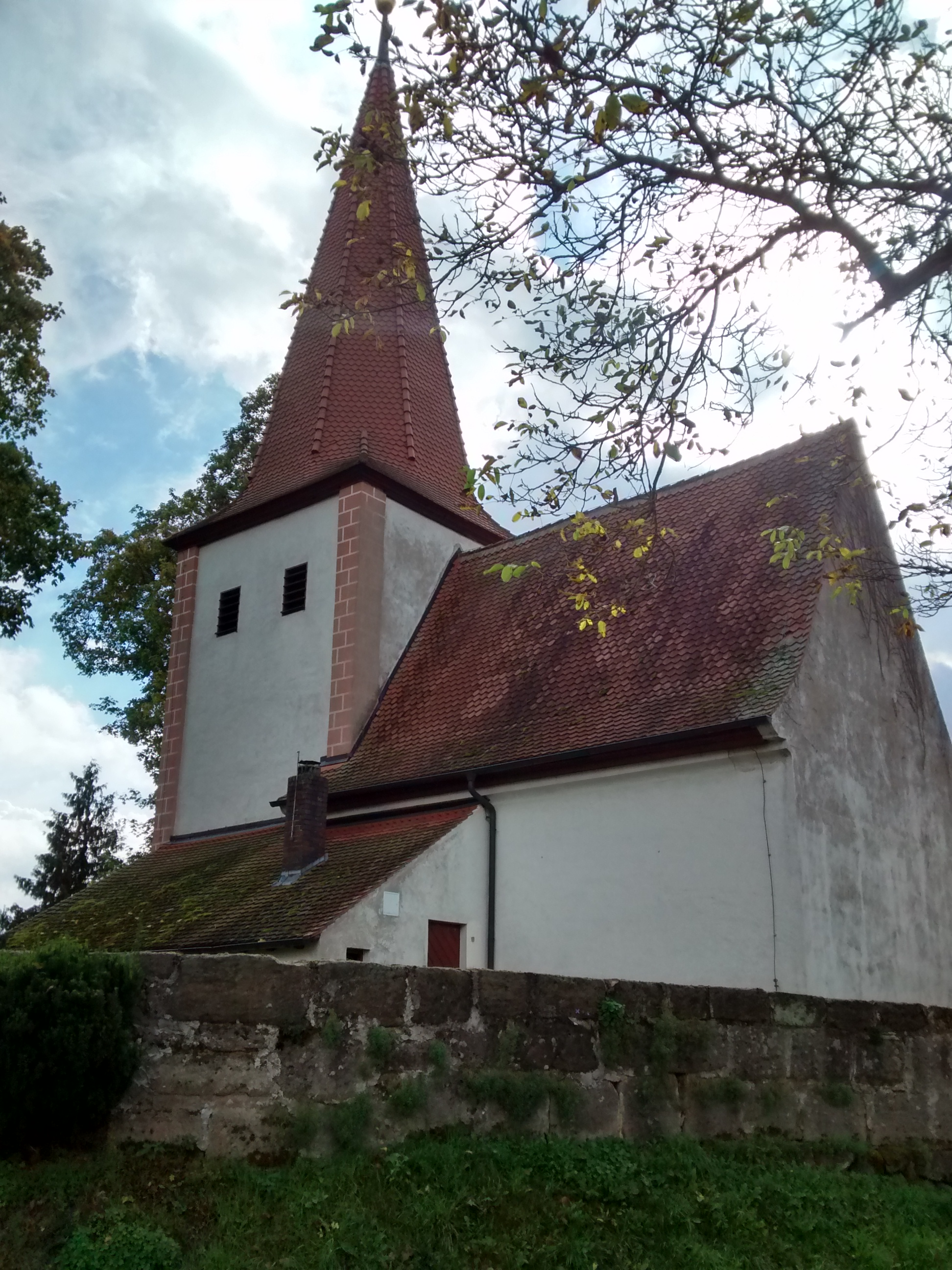
St. Maria Magdalena

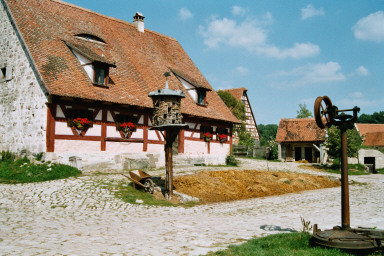
Haus Nr. 1: Schindelbauers-Haus im Fränkischen Freilandmuseum Bad Windsheim

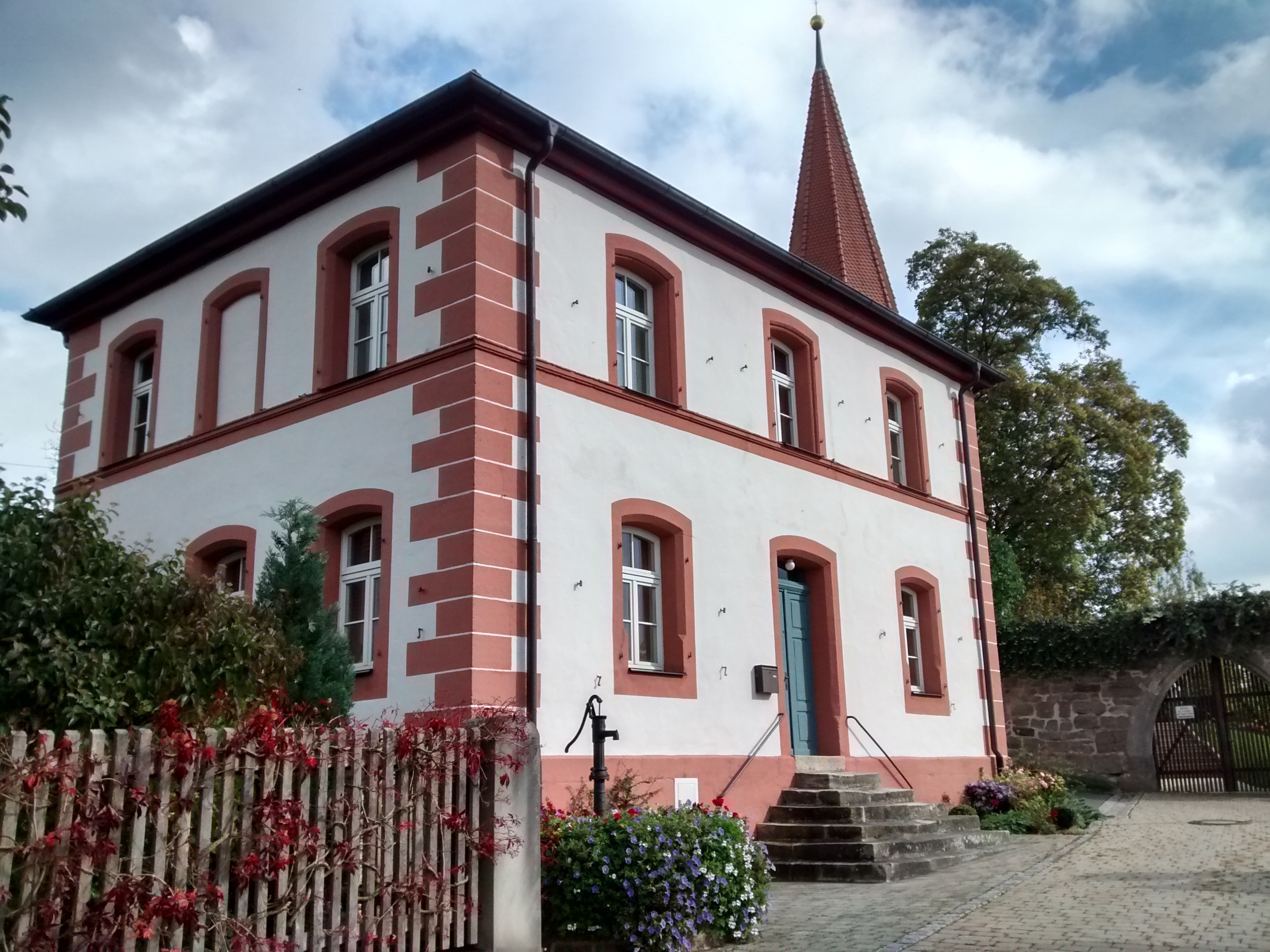
Haus Nr. 8: Ehemaliges Schulhaus

Seubersdorf  ist ein Gemeindeteil des Marktes Dietenhofen im Landkreis Ansbach (Mittelfranken, Bayern). Die Gemarkung Seubersdorf hat eine Fläche von 9,075 km². Sie ist in 810 Flurstücke aufgeteilt, die eine durchschnittliche Flurstücksfläche von 11.203,80 m² haben. In ihr liegt neben dem namensgebenden Ort der Gemeindeteil Oberschlauersbach.

## Geografie
Durch das Kirchdorf fließt der Schlauersbach, der ein linker Zufluss der Bibert ist, und unmittelbar westlich mündet der Gründleinsgraben als linker Zufluss in den Schlauersbach. 1 km nördlich des Dorfes erhebt sich der Heidebuck (384 m ü. NHN), 0,5 km nordwestlich erhebt sich der Rothberg, dahinter liegen die Waldgebiete Kühtrieb und Kronholz. 0,5 km südlich liegt das Herpersdorfer Feld, 0,5 km nordöstlich das Trappenfeld.
Durch den Ort verläuft die Rothenburger Straße (St 2245), die nach Unterschlauersbach (2,2 km südöstlich) bzw. an Neudorf vorbei (4,5 km östlich) nach Oberdachstetten (18 km östlich) führt. Die Kreisstraße AN 26/FÜ 11 führt nach Kirchfarrnbach (2,8 km nördlich).

## Geschichte
In einer Bulle des Papstes Innozenz IV. von 1249 wurde der Ort erstmals als „Sibroctisdorf“ (= Dorf eines Sigibrecht) erwähnt. In dieser Urkunde wurde bestätigt, dass das Kloster Heilsbronn u. a. auch in diesem Ort Güter rechtmäßig erworben hatte. Aus einer Heilsbronner Urkunde von 1297 geht hervor, dass dem Kloster bereits zu dieser Zeit die meisten Anwesen in  „Sibrechtsdorf“ unterstanden. Das Patronat der Ortskapelle hatte jedoch die Würzburger Familie von Tanneberg. Zur Zeit der Reformation im Jahr 1528 gehörten Seubersdorf und Unterschlauersbach zur Pfarrei Dietenhofen. 1532 wurde der Ort erstmals „Seuberßdorff“ genannt. Zur Zeit des Dreißigjährigen Krieges besaß das Kloster 10 Höfe, die allesamt während dieses Krieges verödeten.
Am nördlichen Ortsrand liegt die um 1700 errichtete St. Maria-Magdalena-Kirche, eine Filialkirche der evangelisch-lutherischen St. Andreas-Kirche Dietenhofen. An ihrer Stelle stand zuvor die oben genannte Privatkapelle der Familie Tanneberg, die möglicherweise teilweise für den Bau der Kirche weiter verwendet wurde. Zeitweise war St. Maria Magdalena eine eigenständige Pfarrgemeinde. Von 1742 bis 1967 gab es in Seubersdorf eine Schule.
Gegen Ende des 18. Jahrhunderts gab es in Seubersdorf 10 Anwesen. Das Hochgericht übte das brandenburg-bayreuthische Stadtvogteiamt Markt Erlbach aus. Die Dorf- und Gemeindeherrschaft hatte das Kastenamt Neuhof. Grundherren waren das Kastenamt Neuhof (1 Schmiede, 6 Höfe, 2 Häuser) und die Pfarrei Dietenhofen (ein Wirtshaus). Von 1797 bis 1810 unterstand der Ort dem Justizamt Markt Erlbach und Kammeramt Neuhof.
Im Jahre 1810 kam Seubersdorf an das Königreich Bayern. Im Rahmen des Gemeindeedikts wurde es dem 1811 gebildeten Steuerdistrikt Dietenhofen zugeordnet. 1813 entstand die Ruralgemeinde Seubersdorf, zu der Herpersdorf, Lentersdorf, Oberschlauersbach und Rothleiten gehörten. Mit dem Zweiten Gemeindeedikt (1818) löste sich Herpersdorf mit Lentersdorf und Rothleiten und bildete eine eigene Ruralgemeinde. Die Gemeinde Seubersdorf war in Verwaltung und Gerichtsbarkeit dem Landgericht Markt Erlbach zugeordnet und in der Finanzverwaltung dem Rentamt Ipsheim. Ab 1862 gehörte Seubersdorf zum Bezirksamt Neustadt an der Aisch (1939 in Landkreis Neustadt an der Aisch umbenannt) und ab 1856 zum Rentamt Markt Erlbach (1919–1929: Finanzamt Markt Erlbach, 1929–1972: Finanzamt Fürth, seit 1972: Finanzamt Ansbach). Die Gerichtsbarkeit blieb beim Landgericht Markt Erlbach (1879 in Amtsgericht Markt Erlbach umbenannt), von 1959 bis 1972 war das Amtsgericht Fürth zuständig, seitdem ist es das Amtsgericht Ansbach. Die Gemeinde hatte 1964 eine Gebietsfläche von 9,145 km².
Am 8. April 1945, dem Weißen Sonntag, ging während der Konfirmationsfeier ein Bombenregen über den Ort nieder; es wurden 63 Einschläge gezählt. Auf der Hochfläche nördlich des benachbarten Unterschlauersbach befand sich ein Militärflugplatz. Die Schäden waren schnell behoben.
Am 1. Januar 1970, also noch vor der Gebietsreform in Bayern, wurde Seubersdorf nach Dietenhofen eingemeindet.
Mit dem Kanalbau wurde 2002 begonnen und im Anschluss eine Dorferneuerung durchgeführt.

### Baudenkmäler
- evangelisch-lutherische Filialkirche St. Maria Magdalena: Chorturmkirche, 1705, mit mittelalterlichen Teilen; mit Ausstattung; Friedhof, Ummauerung im Kern spätmittelalterlich, spitzbogiges Tor, mit Grabsteinen[19]
- Haus Nr. 1: eingeschossiges Wohnstallhaus, sog. „Schindelbauers-Haus“, erste Hälfte des 18. Jahrhunderts, Fachwerkbau mit zwei Dachgeschossen; im Ostgiebel K-Streben, rundbogige Ladeluke; eine Fledermaus- und zwei Schleppgauben am Satteldach[20] Abgetragen; befindet sich als einziges Bauwerk aus dem Gebiet der Gemeinde Dietenhofen im Fränkischen Freilandmuseum Bad Windsheim.[21]
- Haus Nr. 8: ehemaliges Schulhaus auf einer Anhöhe, in unmittelbarer Nähe der Kirche und des Friedhofs, traufständiger dreiachsiger Putzbau mit zwei Geschossen, Eckquaderung und Walmdach, spätklassizistisch, erbaut 1845; Waschhaus; Brunnen mit Pumpe, Brunnenstock erneuert[19]
- Haus Nr. 16: am Stall Inschriftstein an sekundärer Stelle (ursprünglich über der Haustür des Wohnteils): „Johann Georg/Weiß 1772“, dazwischen Zollernwappen[22]
- Haus Nr. 24: eingeschossiges Wohnstallhaus, Quaderbau, 1852[19]

### Einwohnerentwicklung
Gemeinde Seubersdorf
| Jahr      | 1818   | 1840   | 1852   | 1855   | 1861   | 1867   | 1871   | 1875   | 1880   | 1885   | 1890   | 1895   | 1900   | 1905   | 1910   | 1919   | 1925   | 1933   | 1939   | 1946   | 1950   | 1952   | 1961   | 1970   |
| Einwohner | 223    | 296    | 272    | 279    | 271    | 301    | 299    | 314    | 321    | 310    | 289    | 285    | 272    | 287    | 310    | 279    | 277    | 284    | 274    | 360    | 372    | 346    | 292    | 291    |
| Häuser    | 39     | 46     |        |        |        |        | 47     |        |        | 51     | 53     |        | 55     |        |        |        | 51     |        |        |        | 55     |        | 55     |        |
| Quelle    | [ 24 ] | [ 25 ] | [ 26 ] | [ 26 ] | [ 27 ] | [ 28 ] | [ 29 ] | [ 30 ] | [ 31 ] | [ 32 ] | [ 33 ] | [ 26 ] | [ 34 ] | [ 26 ] | [ 35 ] | [ 26 ] | [ 36 ] | [ 26 ] | [ 26 ] | [ 26 ] | [ 37 ] | [ 26 ] | [ 14 ] | [ 38 ] |

Ort Seubersdorf
| Jahr      | 001818 | 001840 | 001861 | 001871 | 001885 | 001900 | 001925 | 001950 | 001961 | 001970 | 001987 | 002005 | 002013 |
| Einwohner | 110    | 153    | 132    | 145    | 148    | 123    | 130    | 195    | 143    | 139    | 113    | 115    | 107    |
| Häuser    | 20     | 24     |        |        | 25     | 27     | 25     | 26     | 27     |        | 32     |        |        |
| Quelle    | [ 24 ] | [ 25 ] | [ 27 ] | [ 29 ] | [ 32 ] | [ 34 ] | [ 36 ] | [ 37 ] | [ 14 ] | [ 38 ] | [ 39 ] | [ 40 ] | [ 1 ]  |

## Religion
Der Ort ist seit der Reformation evangelisch-lutherisch geprägt und Sitz der Kirchengemeinde St. Maria Magdalena, einer Filiale von St. Andreas (Dietenhofen). Die Einwohner römisch-katholischer Konfession sind nach St. Michael (Wilhermsdorf) gepfarrt.

## Verkehr
Kurzzeitig war Seubersdorf im Gespräch als Standort eines Bahnhofs an einer von Cadolzburg über Deberndorf nach Unternbibert verlängerten Rangaubahn. Die Lokalbahn Aktien-Gesellschaft lehnte dies am 1. Februar 1894 auf Grund der „ungünstigen Terrainverhältnisse“ ab. Am 22. Mai 1914 eröffneten die Königlich Bayerische Staats-Eisenbahnen die Bibertbahn über Großhabersdorf und Münchzell nach Dietenhofen.